# Arrigo Caterino Davila
Arrigo Caterino Davila (Piove di Sacco, 30 ottobre 1576 – San Michele Extra, 26 maggio 1631) è stato un militare, scrittore e storico italiano.

## Biografia

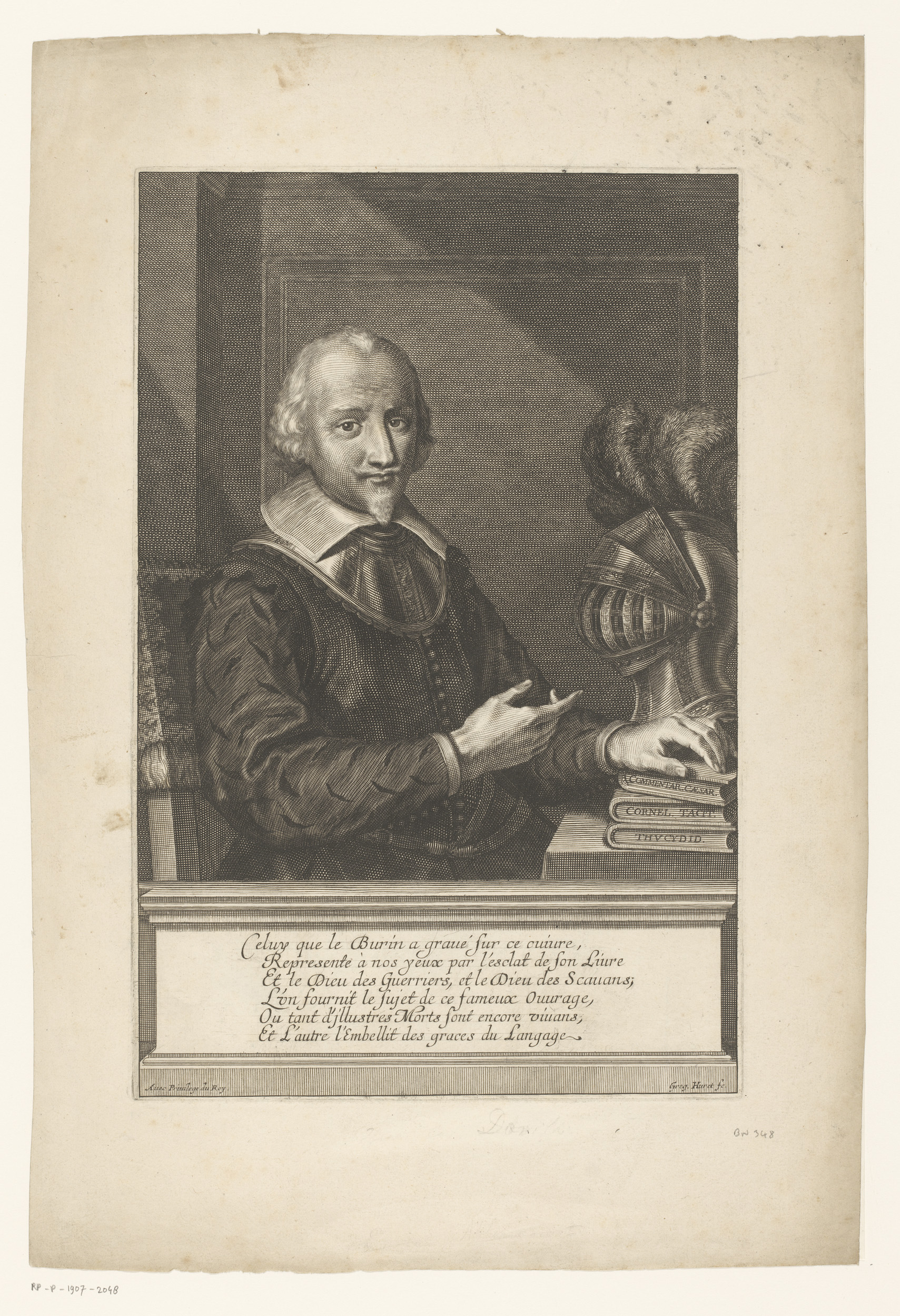
Arrigo Caterino Davila

Nacque a Piove di Sacco (Padova) il 30 ottobre 1576. Nel 1583, fu portato dal padre in Francia, dove diventò paggio della regina Caterina de' Medici e poté assistere alle ultime peripezie delle guerre di religione, concependo fin da allora il disegno di tesserne la storia. Tornato nel 1599 a Padova, servì in alcune guerre la Repubblica di Venezia, e compì viaggi importanti. A Parma, nel 1606, frequentò l'Accademia degli Innominati e si inimicò Tommaso Stigliani a causa di opinioni letterarie. Nel duello che ne seguì ferì gravemente lo Stigliani. Un domestico lo uccise nel 1631, mentre si recava a Cremona. Poco prima era stato destinato dal governo veneziano a reggere Brescia.
Nella Historia delle guerre civili di Francia (finita assai tardi, nel 1630, per quanto vi accudisse sempre) Davila si mostra informatissimo degli eventi (egli aveva anche partecipato ad alcuni fatti d'armi ed era stato anzi ferito ad Amiens nel 1597); sciolto da vere preoccupazioni confessionali, per quanto cattolico, era in grado di padroneggiare liberamente il suo argomento; fornito di singolare intuito politico, di chiaro e realistico sguardo, poneva in luce, come nessun altro, gli intrighi politici e i moventi personali, che si celavano sotto il manto dell'una e dell'altra religione in lotta. Sotto questo riguardo, la sua opera è di una lucidità ed efficacia, quale, dopo il Guicciardini, nessuno degli storici di quel periodo aveva saputo ottenere. Ma là dove è il merito, è anche il limite dell'opera del Davila, non adatto a sentire veramente il valore del movente religioso.
Alla prima edizione (Venezia 1630) ne seguirono ben più di duecento. La migliore è quella parigina del 1644. Jean Baudoin tradusse l'opera in francese (Parigi, 1642), Basilio Varen de Soto in spagnolo (Madrid, 1651, Anversa, 1686), William Aylesbury (Londra, 1647) e Charles Cotterel (Londra, 1666) in inglese, Pier Francesco Cornazzani in latino (Roma, 1752), Bernhard Reith in tedesco. Baldassarre Bonifacio accostò la Historia di Davila alle Storie di Polibio e la antepose a quella di Guicciardini, Leopardi la additò a modello di classico periodare, Francesco De Sanctis la lesse avidamente "come un romanzo", Leopold von Ranke, la studiò a fondo e la ritenne fondamentale, di gran lunga superiore alla sua fonte principale, l'Historia, cioè, di Jacques-Auguste de Thou. Christopher Hill ricorda l'influenza che la Historia delle guerre civili di Francia ebbe sui capi dell'opposizione parlamentare durante la Rivoluzione inglese. Bolingbroke definì Davila “un nobile storico, che non ho remore a considerare uguale sotto molti aspetti a Livio”. (“a noble historian, and one whom I should not scruple to confess equal in many respects to Livy.”)

## Il pensiero storico
«La tecnica storiografica del Davila è quella del Guicciardini, come guicciardiniana è un po' tutta la ricerca delle cause degli eventi, ma l'atmosfera in cui vivono i suoi personaggi è quella del pessimismo etico del Machiavelli e del suo realismo senza pietà. Secondo il Davila nelle guerre di religione la «difesa della fede» fu un pretesto per conservare il proprio stato, ossia uffici e benefici. Se i Guisa erano riusciti negli anni precedenti a tirare alla loro devozione «infinite persone obbligate strettamente da' favori, da' benefici, dalle ricchezze e dalle dignità per loro mezzo ottenute», i Condé, dal canto loro, per confermare la loro potenza, avevano «tirato a sé con l'ostentazione della libertà e con l'offerta di carichi e di potenza tutti gli animi de' malcontenti, e tutti gli spiriti sollevati, i quali inviluppati una volta non si potevano più distaccare».»

## Opere
- Enrico Caterino Davila, Historia delle guerre civili di Francia, vol. 1, Parigi, nella Stamperia reale, 1644.
- Enrico Caterino Davila, Historia delle guerre civili di Francia, vol. 2, Parigi, nella Stamperia reale, 1644.